# Kubalonka (przełęcz)

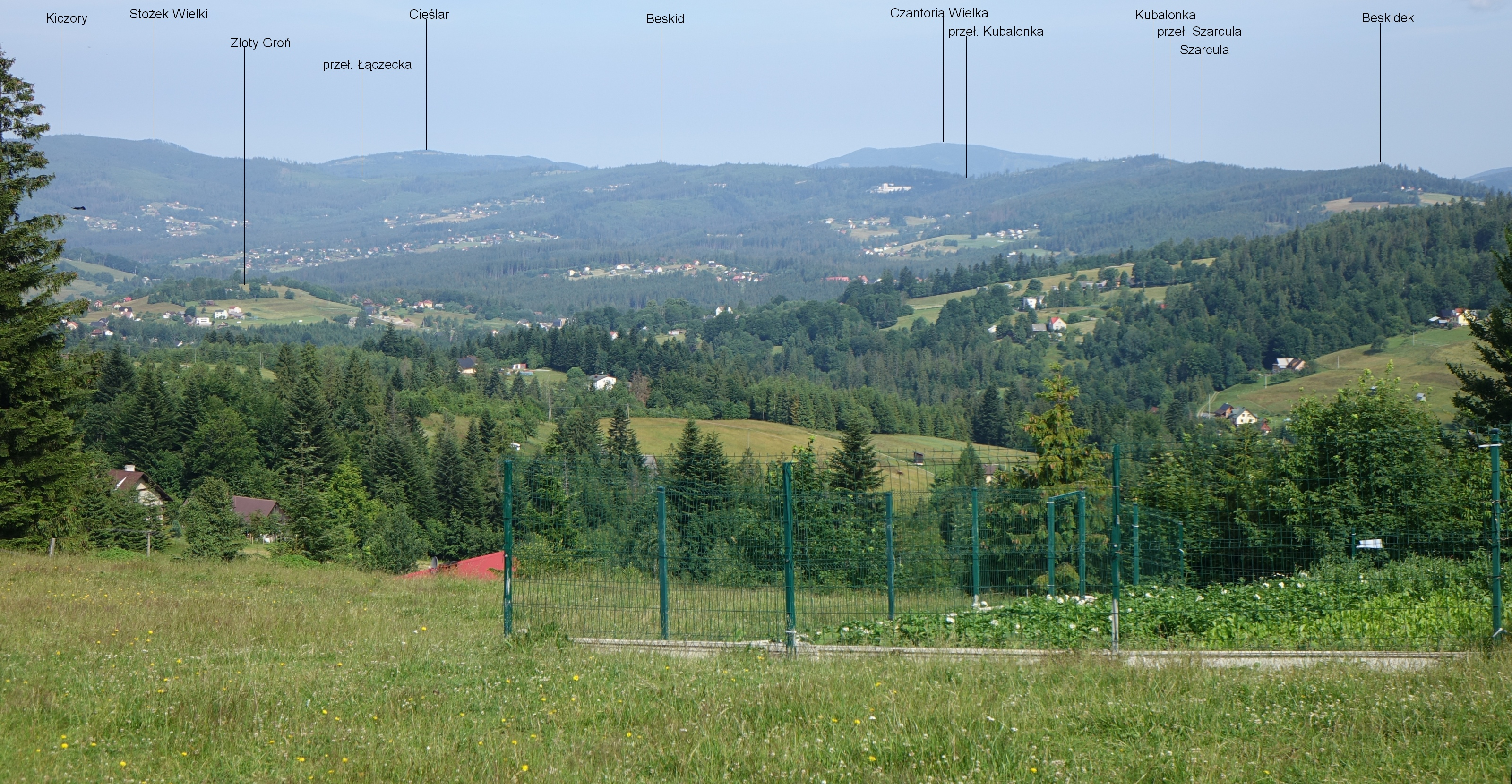
Widok na przełęcz Kubalonka z Koniakowa

Kubalonka (761 m n.p.m.) – przełęcz w Beskidzie Śląskim, pomiędzy szczytami Kubalonki (830 m) oraz nienazwanym wierzchołkiem o wysokości 818 m.
Przełęcz oddziela Pasmo Stożka i Czantorii od Pasma Baraniej Góry i Skrzycznego. Przez przełęcz prowadzi droga wojewódzka nr 941 z Wisły do Istebnej. Na samej przełęczy odgałęzia się od niej wąska droga powiatowa, która przez przełęcz Szarculę schodzi koło Zameczku do Wisły Czarnego. Obie drogi wybudowano w latach międzywojennych.

## Nazwa
Nazwa przełęczy (podobnie jak szczytu i przysiółka Kubalonka) pochodzi on nazwiska Kubala. Niejaki Mathes Kubala był wspominany w urbarzu Komory Cieszyńskiej w 1722 r. Do dziś w Istebnej jest „plac” Kubalowie (miejsc. Kubale), na którym mieszkali protoplaści rodu.

## Walory turystyczne
Tuż poniżej przełęczy, po lewej stronie szosy do Istebnej, znajduje się zespół budynków Wojewódzkiego Centrum Pediatrii Kubalonka (poprzednio: Ośrodek Chorób Płuc Dzieci i Młodzieży), wzniesiony w 1937 r. według projektu Jadwigi Dobrzyńskiej i Zygmunta Łobody jako dziecięce sanatorium przeciwgruźlicze, rozbudowany znacznie w 1961 r. Jeszcze nieco niżej, po przeciwnej stronie szosy, stoi drewniany, zabytkowy kościół pod wezwaniem Podwyższenia Krzyża Świętego z 1779 r., przeniesiony tu w latach 1957–1958 z Przyszowic (powiat gliwicki), gdzie pełnił rolę kościoła przycmentarnego. Kościół jest elementem Szlaku Architektury Drewnianej województwa śląskiego.
W okolicy i na samej przełęczy znajdują się restauracje, bary, pensjonaty, w tym znany od lat międzywojennych bar „Beczka”. Tuż nad przełęczą, na stokach szczytu Kubalonka, narciarskie trasy biegowe ze strzelnicą do biathlonu (posiadające licencję FIS) i niewielki wyciąg narciarski dla początkujących.

## Piesze szlaki turystyczne
W siodle przełęczy węzeł szlaków turystycznych, przebiega tu m.in. Główny Szlak Beskidzki. Swój początek ma tu również Beskidzka Ścieżka Planetarna.
 – czerwony Główny Szlak Beskidzki na Baranią Górę przez Stecówkę – 3 h, z powrotem 2:30 h
 – Główny Szlak Beskidzki na Stożek Wielki przez Kiczory – 2:15 h, z powrotem 1:45 h
 – zielony do Wisły Głębców – 45 min, z powrotem 1 h
 – zielony do Wisły Nowej Osady – 45 min, z powrotem 1 h.